# Familia Camacho
La familia Camacho o simplemente Los Camacho, es una familia de la aristocracia colombiana y mexicana, originarias de las regiones de Castilla y León, y probablemente en Andalucía, todas en España. Ha sido muy influyente en varios países de América Latina, en especial en Colombia, cuya rama tiene su centro de poder la ciudad de Bogotá, y hasta el siglo XIX, la de Tunja. Entre sus miembros destacan oficiales de las fuerzas armadas, poetas, escritores, políticos y mandatarios desde la época de la independencia, así como dirigentes deportivos y empresarios.
Sus lazos con otras familias importantes de Colombia les ha permitido seguir teniendo influencia en la sociedad de ése país.

## Genealogía

### Rama colombiana
- Fernando Camacho y Rojas
- Agustín Manuel Camacho y Rojas
- José Joaquín Camacho y Rodríguez
- Indalecia Camacho y Rodríguez
- Salvador Camacho Roldán
- Nemesio Camacho Macías
- Guillermo Camacho Carrisoza
- Arturo Camacho Ramírez
- Luis Carlos Camacho Leyva
- Alberto Camacho Leyva
- Bernardo Camacho Leyva
- Jorge Hernández Camacho
- Roberto Camacho Weberberg
- Gustavo Matamoros Camacho
- Beatriz Camacho Vélez
- Diego Camacho Fallón
- Enrique Camacho Matamoros
- Angélica Camacho
- Juvenal Camacho

## Toponimia
- Estadio Nemesio Camacho El Campín
- Quinta Camacho
- Jardín hidrobotánico de Caucasia Jorge Ignacio Hernández Camacho